# 라비 샹카르

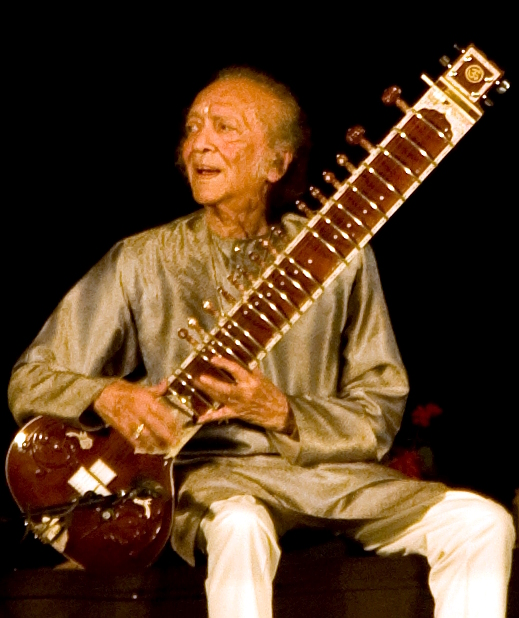
라비 샹카르 (2009년)

라빈드라 샹카르 초두리(KBE, Rabindra Shankar Chowdhury, 1920년 4월 7일~ 2012년 12월 11일 )는 라비 샹카르(Ravi Shankar)로 알려진 인도 음악인이자 힌두스타니 고전 음악의 작곡가이다. 20세기 후반의 가장 잘 알려진 시타르 연주자로서 세계 각국의 음악가에게 영향을 주었다. 종종 이름 앞에 판딧 ('명인')이 따라온다.
인도의 벵갈리 가정에서 태어나 어릴 적 인도 및 유럽에서 자기 형 유데이 샹카르와 순회공연을 돌았다. 1938년 궁정 음악가 알라우딘 칸 아래 시타르 연주법을 익히기 위해 춤은 포기했다. 1944년 수학을 마친 샹카르는 작곡가로 활동하여 사티야지트 레이의 《아푸 삼부작》의 음악을 제작하고 1949년에서 1956년까지 뉴델리 올 인디아 라디오의 음악 감독을 지냈다.
1956년부터는 유럽 및 미국 등지에서 인도 고전 음악을 연주했고 1960년대에 걸친 강의, 교육 그리고 바이올린 연주자 예후디 메뉴인과 비틀즈의 기타 연주자 조지 해리슨과의 관계를 통해 유명세를 획득했다. 특히 해리슨에게 준 영향의 경우에는 팝 음악에서의 인도 악기 사용의 대중화에 기여했다. 1970년에서 1980년까지 샹카르는 시타르 및 오케스트라 작곡으로 서구 음악에 관여했고 세계적 투어를 돌았다. 1986년에서 1992년 사이에는 인도 의회의 상원이라고 할 수 있는 라자 사브나의 일원으로 후보 등록되었다. 이후 사망 전까지 공연을 계속했다. 1999년 샹카르는 인도 최고의 시민 훈장인 바라트 라트나를 서훈했다.

## 작품
- 《시타르와 오케스트라를 위한 합주곡》 2편
- 1974년 - 《Shankar, Family & Friends》
- 1982년 - 영화 《간디》의 음악
- 1997년 - 《Mantram: Chants of India》
- 2009년 - 《Call Of The Earth - 12 Meditations On The Sitar》
- 《The Essential Ravi Shankar》(Sony)
- 저서 - 《나의 음악, 나의 삶》

## 서훈
- 1999년 바라트 라트나
- 2001년 영국 명예 대영 제국 훈장 2등급(honorary KBE, 외국인대상 정원외)